# Футбольные награды
Футбольные награды - призы, которые вручаются игрокам, клубам, национальным сборным или их тренерам по итогам разнообразных турниров.
В отличие от кубков, которые вручаются победителям, и медалей, которые вручаются всем призёрам, футбольные награды может получить также игрок или команда, не попавшая в число призёров.

## Мировые награды
- Лучший футболист года
- Globe Soccer Awards

### Награды ЧМ
- Золотой мяч ЧМ
- Золотая бутса ЧМ

## Европейские награды
- Золотой мяч
- Золотая бутса — лучшему бомбардиру Европейских чемпионатов

## Южноамериканские награды
- Футболист года
- Символическая сборная года
- Футбольный тренер года

## Советские награды
- Лучший футболист года
- Список 33-х лучших

## Российские награды
- Лучший футболист года (еженедельник «Футбол», опрос журналистов)
- Лучший футболист года («Спорт-Экспресс», опрос футболистов)
- Список 33 лучших футболистов

## Награды журналов, списки и т.п
- ФИФА 100
- Список величайших футболистов XX века (World Soccer)
- Символическая сборная всех времен по версии World Soccer
- Лучшие тренеры всех времен по версии World Soccer
- Клуб Григория Федотова
- Приз имени Григория Федотова (для самой результативной команды)
- Клуб 100 российских бомбардиров
- Приз «Вратарь года» имени Льва Яшина
- Золотая подкова (награда)
- Приз «За волю к победе»
- Приз «Двумя составами»
- Приз «Справедливой игры»
- Приз «Агрессивному гостю»
- Приз газеты «Труд» (для самого результативного футболиста в чемпионате СССР)
- Приз «Крупного счёта»
- Приз «Гроза авторитетов»
- Приз «Рыцарю атаки»
- Приз «Честь флага»
- Приз за лучшую разность мячей
- Приз «Лучшие дебютанты сезона»
- Приз «Лучшему новичку»
- Приз «Организатору атаки»
- Приз «Кубок прогресса»
- Приз «Первая высота»
- Приз «Верность клубу»
- Приз «Вместе с командой»
- Приз «За благородство и мужество»
- «Приз зрительских симпатий»